# Magdeleine Willame-Boonen
Magdeleine Willame-Boonen (Elsene, 30 oktober 1940 — Sint-Agatha-Berchem, 17 mei 2021) was een Belgisch politica voor de PSC en senator.

## Levensloop
Willame-Boonen was licentiate in de Romaanse filologie aan de Université Catholique de Louvain en werd beroepshalve lerares.
In 1975 trad ze toe tot de PSC en van 1980 tot 1985 was ze kabinetsattaché van staatssecretaris Cécile Goor. Daarna was ze van 1986 tot 1993 voorzitter van de Femmes PSC-afdeling van het arrondissement Brussel.
Zij begon haar politieke loopbaan als lid van het Brussels Hoofdstedelijk Parlement, een mandaat dat ze tussen 1989 en 1999 uitoefende. Ze was er van 1994 tot 1995 voorzitter van de PSC-fractie.
Tevens was ze lid van het Parlement van de Franse Gemeenschap van 1995 tot 1999 en zetelde ze van 1995 tot 2003 in de Senaat als gemeenschapssenator (van 1995 tot 1999) en rechtstreeks gekozen senator (van 1999 tot 2003). Van 1996 tot 2000 was zij in de Senaat eveneens voorzitter van de PSC-fractie.
Daarnaast was zij van 2001 tot 2012 gemeenteraadslid van Sint-Pieters-Woluwe, een mandaat dat ze in 1995 ook eventjes uitoefende. Bovendien was ze van 2003 tot 2010 voorzitster van de Raad van Franstalige Vrouwen in België en van 2012 tot 2016 voorzitster van de Raad van Gelijke Kansen tussen Mannen en Vrouwen.

## Onderscheidingen
- Officier in de Leopoldsorde (11 mei 2003)
- Eresenator
- Erevoorzitter van de PSC-Senaatsfractie